# مينيرال بوينت (ويسكونسن)
مينيرال بوينت (بالإنجليزية: Mineral Point (town), Wisconsin)‏ هي بلدة تقع بولاية ويسكونسن في الولايات المتحدة. تبلغ مساحتها 153.1 (كم²)، وترتفع عن سطح البحر 338 م، بلغ عدد سكانها 867 نسمة في عام 2000 حسب إحصاء مكتب تعداد الولايات المتحدة وتصل الكثافة السكانية فيها 5.7 نسمة/كم2.

## وصلات خارجية
- The US50 - Cities and Towns in Wisconsin State
- Wisconsin Cities and Towns, Facts, Map, Flag, Colleges, Government, and More